# Кульбаш
Кульба́ш (рос. Кульбаш, марій. Кульбаш) — присілок у складі Моркинського району Марій Ел, Росія. Входить до складу Коркатовського сільського поселення.

## Населення
Населення — 502 особи (2010; 545 у 2002).
Національний склад (станом на 2002 рік):
- татари — 98 %